# Melaphis rhois
Melaphis rhois är en insektsart som först beskrevs av Fitch 1866. Enligt Catalogue of Life ingår Melaphis rhois i släktet Melaphis och familjen långrörsbladlöss, men enligt Dyntaxa är tillhörigheten istället släktet Melaphis och familjen pungbladlöss. Arten är reproducerande i Sverige. Inga underarter finns listade i Catalogue of Life.